# Lin Yutang

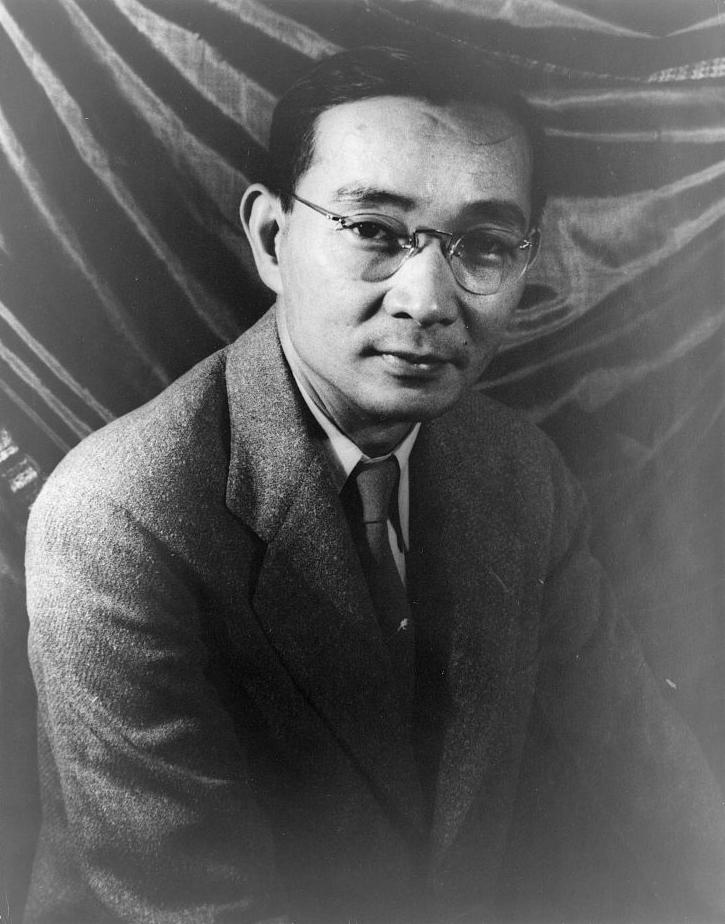
Lin Yutang (1939)

Lin Yutang (chinesisch 林語堂 / 林语堂, Pinyin Lín Yǔtáng, W.-G. Lin Yü-t'ang, Jyutping Lam4 Jyu5tong4, Pe̍h-ōe-jī Lîm Gí-tông; * 10. Oktober 1895, Zhangzhou; † 26. März 1976, Hongkong) war ein chinesischer Schriftsteller, dessen Texte über die chinesische Kultur und dessen Übersetzungen der chinesischen Klassiker (siehe Fünf Klassiker, Dreizehn Klassiker, Vier klassische Romane) in Europa und Amerika sehr populär waren.

## Leben
Lin Yutang wurde in Pinghe bei Zhangzhou in der Provinz Fujian als Sohn eines chinesischen presbyterianischen Geistlichen geboren. Er besuchte ab 1908 eine moderne Mittelschule in Zhangzhou. Von der Familie zum Geistlichen bestimmt, trat er 1910 in das Protestantische College in Xiamen ein. 1911 wechselte er an die St. John’s Universität in Shanghai, wo er zwei Jahre Theologie studierte. Im Alter von 18 Jahren erlebte er eine Krise, die seine Abkehr vom Christentum zur Folge hatte.
1919 beschloss Lin Yutang, seine Studien in den Vereinigten Staaten fortzusetzen. Er machte an der Harvard-Universität seinen Magister. Anschließend arbeitete er für den YMCA in Frankreich.
Ab 1921 studierte Lin Yutang in Deutschland, ein Semester an der Universität Jena, dann an der Universität Leipzig, wo er 1923 mit einer Arbeit über das Thema Altchinesische Lautlehre promovierte.
Lin Yutang kehrte aus Leipzig nach China zurück und wurde Professor an der Englisch-Abteilung der Peking-Universität. 1926 übernahm er die Leitung der Englisch-Abteilung an der Lehrerinnen-Hochschule Pekings. Er schloss sich einer Gruppe liberaler Dozenten an und wurde deswegen gezwungen, Peking zu verlassen. Er kehrte in seine Heimatprovinz zurück, wo er Dekan am College für Kunst und Literatur der Xiamen-Universität wurde.
Im Jahr 1927 nahm Lin Yutang den einzigen politischen Posten seines Lebens an und wurde Sekretär des Außenministers der Nationalregierung in Wuhan. Das war er allerdings nur wenige Monate lang. Nach 1927 lehrte Lin Yutang an der Dongwu-Universität von Suzhou und am Juristischen College von Shanghai. 1930 wurde er zum Direktor der Abteilung für Fremdsprachen an der Akademie der Wissenschaften berufen.
Im Jahr 1935 veröffentlichte Lin Yutang in den USA sein erstes Buch Mein Land und mein Volk (englisch My Country and My People). Dieses Buch wurde zu einem Bestseller, der 1936 ins Deutsche, 1937 ins Französische und 1938 ins Chinesische (吾國與吾民 bzw. 中國人) übersetzt wurde. Damit war Lin Yutang der erste Literat Chinas, der seinen Ruhm im Ausland begründete.
Seine letzten Lebensjahre verbrachte Lin Yutang hauptsächlich in den USA. In seinen Werken versuchte er, die kulturelle Kluft zwischen China und dem Westen zu überbrücken. Er ist begraben in Yangmingshan, Taipei.

## Zitat (Beispielstext)
„Was ist eine Erzählung anderes als ein Geplauder - ein kleines Gespräch wie schon der Name „xiao shuo“ (小說 , xiǎo shuō) besagt? So, Leser, leih dein Ohr diesem Geplauder, wenn du nichts Besseres zu tun hast.
Diese Erzählung ist weder eine Apologie des zeitgenössischen Lebens in China noch ein Exposé darüber, wie es so viele der neuerdings erscheinenden Romane des ‚Dunkeln Vorhangs‘ zum Inhalt haben. Weder ist sie eine Verherrlichung unserer alten Lebensformen noch eine Verteidigung unserer neuen. Es ist lediglich eine Erzählung von der Art und Weise, wie Männer und Frauen unserer Tage aufwachsen und miteinander zu leben lernen, wie sie lieben und hassen, streiten und vergeben, leiden und sich freuen; wie sich gewisse Lebensgebräuche und Denkformen gebildet haben, und wie sie alle - darüber hinaus - sich den Umständen dieses irdischen Lebens anpassen, in dem die Menschen streben und ringen, aber die Götter herrschen. L. Y.“

## Werke (Auswahl)
- My Country and My People. – 吾國與吾民 (1935)
  - Mein Land und mein Volk. Aus dem Engl. von Wilhelm Süskind. Hrsg. und bearb. von Thomas Heberer, unter Mitarb. von Nora Frisch. Drachenhaus-Verlag, Esslingen 2015.
- The Importance of Living. – 生活的藝術 (1937)
  - deutsch von W. E. Süskind: Weisheit des lächelnden Lebens. Als ro-ro-ro-Taschenbuch, Reinbek bei Hamburg 1960.
  - Neuauflage mit einem Nachwort von Gabriele Goldfuß: Insel, Frankfurt am Main 2004, ISBN 3-458-34752-6.
- Between Tears and Laughter. – 啼笑皆非 (1943)
- The Chinese Theory of Art. 1967.
- Moment in Peking. – 京华烟云 (1939)
  - deutsch von Lino Rossi (Lucy von Jacoby): Moment in Peking. Büchergilde Gutenberg, Zürich, 1943; Fischer, Frankfurt 1950; 2 Bände.
  - in der gleichen Übersetzung und in einheitlicher Ausstattung in drei Bänden auch als: Peking - Augenblick und Ewigkeit. 2 Bände, Büchergilde Gutenberg, Zürich 1943 und Peking - Blatt im Sturm, Roman aus dem kriegverheerten China. (dieses im englischen Original: A Leave in the Storm) Büchergilde Gutenberg, Zürich 1944.
- The Vermillion Gate. – 朱門 (1953)
- Chinese-English Dictionary of Modern Usage. – 當代漢英辭典 (1973).
- The Importance of Understanding. 1960.
  - deutsch von Liselotte Eder und Wolff Eder: Glück des Verstehens. Ernst Klett Verlag, 1963.
- The Wisdom of Laotse. 1948.
  - deutsch von Gerolf Coudenhove: Die Weisheit des Laotse. Buchclub Ex Libris, Zürich.
- Courtesan (Miss Tu). (1950)
  - deutsch von Leonore Schlaich: Die Kurtisane. Deutsche Verlags-Anstalt, Stuttgart 1951.